# PEC in het seizoen 1931/32
Het seizoen 1931/1932 was het 22e jaar in het bestaan van de Zwolse voetbalclub PEC. De club komt uit in de Eerste Klasse Oost. Ook werd deelgenomen aan het toernooi om de KNVB beker.

## Wedstrijdstatistieken
Alle opstellingen van PEC zijn in de klassieke 2-3-5 formatie (2 verdedigers, 3 middenvelders en vijf aanvallers) en van rechts naar links. PEC had de hele zomer onder leiding van haar oefenmeester Sid Castle gewerkt om wederom een poging te doen de oostelijke titel te veroveren. Er was een oefenprogramma samengesteld ter voorbereiding op de competitie waarbij louter tegen andere eerste klassers in het veld werd getreden. De eerste oefenwedstrijd thuis tegen Blauw Wit leverde een klinkende 6-2 zege op. In deze wedstrijd maakte Lulof Heetjans zijn debuut in het eerste op de leeftijd van 15 jaar, vier maanden en 27 dagen. Het grote talent liet zich meteen gelden door een hattrick te scoren. De volgende wedstrijd tegen de kampioen van het zuiden, PSV, kon door deze laatste slechts met zeer grote moeite gewonnen worden, waarna een week later thuis tegen VUC niets lukte. Het tegenbezoek van PSV weer een week later leverde een spectaculaire en vermakelijke wedstrijd op die in 5-5 eindigde. PEC was klaar voor de competitie.       

### Oefenduels
| Datum + plaats             | Wedstrijd         | Uitslag       | Scoreverloop |
| -------------------------- | ----------------- | ------------- | --- |
| 23 augustus 1931 Zwolle    | PEC – Blauw Wit   | 6 – 2 (2 – 0) | Jan Manni 1–0, Pallandt 2–0, Heetjans 3–0, ? 3–1, ? 3-2, Veldhuis 4-2, Heetjans 5-2. Heetjans 6-2                                                                                       |
| 30 augustus 1931 Eindhoven | PSV – PEC         | 3 – 2 (2 – 2) | 15' Cor Manni 0–1, 19' Lulof Heetjans 0–2, 27' Kees de Visser 1–2, 23' 2–2 Piet van Eerd, 55' Dries Oomens 2–3                                                                          |
| 6 september 1931 Zwolle    | PEC - VUC         | 1 – 7 (0 – 3) | Heetjans 1–3, doelpuntenmakers VUC onbekend. |
| 13 september 1931 Zwolle   | PEC – PSV         | 5 – 5 (1 – 2) | Frans Hunting 0–1, Jan Heilhof 1-1, Jan van den Broek 1-2, Frans Hunting 1-3, Frans Hunting 1-4, Pallandt 2-4, Cor Manni 3-4, Johan Heilhof 5-4, Doorneweert 5-4, Jan van den Broek 5-5 |
| 26 december 1931 Hoorn     | West Frisia – PEC | 4 – 2 (1 – 0) | Zymni 1–0, Heetjans 1–1, Zymni 2-1, Zymni 3-1, e.d (Van der Zel) 3-2, Zymni 4-2 |

### Eerste Klasse Oost
| 1e speelronde | Wageningen | 1 – 3 (0 – 1)  | PEC                                                                      | Opstelling PEC: |  |
| 20 september 1931 Plaats: Wageningen Stadion de Wageningse Berg Toeschouwers: ? Aanvang: 14.05 Scheidsrechter: Sotthewes | Jo van Drumpt 75'                                                                                               |                | 10' Jan Heilhof 56' Basse Doorneweert 64' Basse Doorneweert              | De Bont; De Groot, Admiraal ; Van der Bend, Kuijer, Van der Gronde; Doorneweert, Pallandt, Jan Heilhof (40. Johan Heilhof), Cor Manni, Van Brummen            |  |
| Jan Heilhof (doopnaam: Berend Jan) werd vervangen door zijn tweelingbroer Johan (doopnaam: Johannes) | |                |                                                                          | |  |
| 2e speelronde | PEC | 0 – 0          | AGOVV                                                                    | Opstelling PEC: |  |
| 27 september 1931 Plaats: Zwolle Sportpark De Vrolijkheid Toeschouwers: Aanvang: 14.00 Scheidsrechter: Sotthewes | |                |                                                                          | De Bont; De Groot, Admiraal ; Van der Bend, Kuijer, Van der Gronde; Doorneweert, Pallandt, Koekkoek, Cor Manni, Johan Heilhof                                 |  |
| PEC met Koekkoek als middenvoor. Deze speelde normaliter in het derde elftal. Flip de Bruijn had zich zaterdagochtend alsnog speelklaar gemeld. Koekkoek was echter reeds aangewezen door de elftalcommissie en wenste zich niet vrijwillig uit het elftal terug te trekken, met tot gevolg dat PEC geen doelpunt wist te maken. | |                |                                                                          | |  |
| 3e speelronde | SC Enschede | 1 – 0 (0 – 0)  | PEC                                                                      | Opstelling PEC: |  |
| 4 oktober 1931 Plaats: Enschede G.J. van Heekpark Toeschouwers: ? Aanvang: 14.00 Scheidsrechter: Van Apeldoorn | Gerrit Nagels 75'                                                                                               |                |                                                                          | De Bont; De Groot, Admiraal ; Van der Bend, Kuijer, Van der Gronde (80. ?); Doorneweert, Huub Pallandt, Flip de Bruijn, Jan Heilhof, Van Brummen              |  |
| 4e speelronde | PEC | 4 – 1 (2 – 1)  | Go Ahead                                                                 | Opstelling PEC: |  |
| 11 oktober 1931 Plaats: Zwolle Sportpark De Vrolijkheid Toeschouwers: ? Aanvang: 14.00 Scheidsrechter: Van Dongen | Lulof Heetjans 4' Coen van Brummen Lulof Heetjans 65' Basse Doorneweert 76'                                     |                | Cornelis vos                                                             | De Bont; De Groot, Admiraal ; Van der Bend, Kuijer (85. ?), Van der Gronde; Flip de Bruijn, Doorneweert, Heetjans, Knuppel, Van Brummen                       |  |
| 5e speelronde | ZAC | 1 – 1 (1 – 0)  | PEC                                                                      | Opstelling PEC: |  |
| 18 oktober 1931 Plaats: Zwolle Sportpark Veerallee Toeschouwers: ? aanvang: 14.00 Scheidsrechter: Hans Boekman | Bertus van den Berg 38'                                                                                         |                | Coen van Brummen 52'                                                     | De Bont; De Groot, Admiraal ; Van der Bend, Kuijer , Van der Gronde; Pallandt, Doorneweert, Heetjans, Knuppel, Van Brummen                                    |  |
| 6e speelronde | PEC | 7 – 4 (3 – 2)  | Tubantia                                                                 | Opstelling PEC: |  |
| 1 november 1931 Plaats: Zwolle Sportpark De Vrolijkheid Toeschouwers: ? aanvang: 14.00 Scheidsrechter: Sotthewes | Basse Doorneweert Lulof Heetjans Basse Doorneweert 51' Lulof Heetjans Huub Pallandt 60' Lulof Heetjans          |                | 10' Lamme Wevers Nijhof                                                  | De Bont; Kok, Admiraal ; Van der Bend, Kuijer , Van der Gronde; Doorneweert, Pallandt, Heetjans, Johan Heilhof, Van Brummen                                   |  |
| 7e speelronde | PEC | 3 – 2 ( 0 – 1) | Vitesse                                                                  | Opstelling PEC: |  |
| 22 november 1931 Plaats: Zwolle Sportpark De Vrolijkheid Toeschouwers: ? Aanvang: 14.00 Scheidsrechter: Wevers | Lulof Heetjans 50' Lulof Heetjans 51' Johan Heilhof 81'                                                         |                | 19' Ad Dam 47' Jan Dommering                                             | De Bont; De Groot, Admiraal ; Van der Bend (28. Zilverberg), Kuijer , Van der Gronde; Doorneweert, Pallandt, Heetjans, Johan Heilhof, Beeckman                |  |
| 8e speelronde | Heracles | 2 – 0 (1 - 0)  | PEC                                                                      | Opstelling PEC: |  |
| 29 november 1931 Plaats: Almelo Gemeentelijk sportpark Bornsestraat Toeschouwers: ? aanvang: 14.00 Scheidsrechter: Lissauer | Wim Tusveld 44' Piet Schlosser                                                                                  |                |                                                                          | Zegeling; De Groot, Admiraal ; Egberts, Kuijer , Van der Gronde; Pallandt, Wim de Bruijn, Heetjans, Doorneweert, Van Brummen                                  |  |
| 9e speelronde | Robur et Velocitas                                                                                              | 0 – 1 (0 – 1)  | PEC                                                                      | Opstelling PEC: |  |
| 6 december 1931 Plaats: Apeldoorn Sportpark Kerschoten Toeschouwers: ? Aanvang: 14.00 Scheidsrechter: Sotthewes | |                | 12' Jan Manni                                                            | Zegeling; De Groot, Admiraal ; Egberts, Kuijer , Van der Gronde; Wim de Bruijn, Pallandt (75. ?), Heetjans, Doorneweert, Jan Manni                            |  |
| 10e speelronde | PEC | 4 – 3 (2 – 2)  | Wageningen                                                               | Opstelling PEC: |  |
| 13 december 1931 Plaats: Zwolle Sportpark De Vrolijkheid Toeschouwers: ? Aanvang: 14.00 Scheidsrechter: Van Apeldoorn | Lulof Heetjans 10' Lulof Heetjans 13' Eef Admiraal (pen) Jan Manni 83'                                          |                | 17' Job Wernand 22' Evert van der Heijden 22' (pen)Evert van der Heijden | De Bont; De Groot, Admiraal ; Egberts, Kuijer, Van der Gronde; Wim de Bruijn, Doorneweert, Heetjans, Pallandt, Jan Manni                                      |  |
| 11e speelronde | AGOVV | 10 – 1 (2 – 1) | PEC                                                                      | Opstelling PEC: |  |
| 20 december 1931 Plaats: Apeldoorn sportpark Berg & Bos Toeschouwers: ? Aanvang: 14.00 Scheidsrechter: De Wolf | Jaap van der Kamp 1' Jo Kluin 10' Jaap van der Kamp Gep Landaal Jo Kluin Bertus Buitenhuis Jo Kluin Rein Nijman |                | 1' Lulof Heetjans                                                        | De Bont; De Groot, Admiraal ; Egberts, Kuijer (30.Van der Bendt), Van der Gronde; Wim de Bruijn, Doorneweert (60. Van Brummen), Heetjans, Pallandt, Jan Manni |  |
| 12e speelronde | Go Ahead | 1 – 2 (0 – 1)  | 'PEC                                                                     | Opstelling PEC: |  |
| 10 januari 1932 Plaats: Deventer Go Ahead Stadion Toeschouwers: ? Aanvang: 14.00 Scheidsrechter: Wevers | Roelof de Vries (pen)                                                                                           |                | 25' Huub Pallandt 25' Huub Pallandt                                      | De Bont; De Groot, Admiraal ; Van der Bend, Kuijer, Van der Gronde; Doorneweert, Pallandt, Heetjans, Jan Heilhof, Jan Manni                                   |  |
| 13e speelronde | PEC | 2 – 0 (2 – 0)  | SC Enschede                                                              | Opstelling PEC: |  |
| 17 januari 1932 Plaats: Zwolle Sportpark De Vrolijkheid Toeschouwers: ? Aanvang: 14.00 Scheidsrechter: L. W. Castelijn | Huub Pallandt 2' Huub Pallandt 15'                                                                              |                |                                                                          | De Bont; De Groot, Admiraal ; Van der Bend, Kuijer, Van der Gronde; Wim de Bruijn, Pallandt, Heetjans, Jan Heilhof (60. Knuppel), Jan Manni                   |  |
| 14e speelronde | PEC | 0 – 1 (0 – 0)  | ZAC                                                                      | Opstelling PEC: |  |
| 24 januari 1932 Plaats: Zwolle Sportpark De vrolijkheid Toeschouwers: ? Aanvang: 14.00 Scheidsrechter: Van Apeldoorn | |                | 65' Charles van Born                                                     | De Bont; De Groot, Admiraal ; Van der Bend, Kuijer, Van der Gronde; Flip de Bruijn, Pallandt, Heetjans, Jan Heilhof, Jan Manni                                |  |
| 15e speelronde | Tubantia | 2 – 0 (1 – 0)  | PEC                                                                      | Opstelling PEC: |  |
| 31 januari 1938 Plaats: Hengelo Sportpark De Bijenkorf Toeschouwers: ? aanvang: 14.00 Scheidsrechter: Van Apeldoorn | De Haas 30' Van der Berg 47'                                                                                    |                |                                                                          | De Bont; De Groot, Admiraal ; Van der Bend, Kuijer (85. Wim de Bruijn), Van der Gronde; Knuppel, Pallandt, Heetjans, Jan Heilhof, Jan Manni                   |  |
| 16e speelronde | PEC | 1 – 5 (1 – 4)  | Robur et Velocitas                                                       | Opstelling PEC: |  |
| 7 februari 1932 Plaats: Zwolle Sportpark De Vrolijkheid Toeschouwers: ? Aanvang: 14.00 Scheidsrechter: Van Apeldoorn | Coen van Brummen 15'                                                                                            |                | 10' J.Elfring De la Mar 40' A.Langelaar 65' A.Langelaar                  | De Bont; De Groot, Admiraal ; Van der Bend, Kuijer, Van der Gronde; Wim de Bruijn, Doorneweert, Knuppel, Pallandt, Van Brummen                                |  |
| Heetjans wegens tegenvallende prestaties voorlopig weer naar het derde terug geplaatst. Knuppel in zijn plaats midvoor. | |                |                                                                          | |  |
| 17e speelronde | Vitesse | 3 – 0 (0 – 0)  | PEC                                                                      | Opstelling PEC: |  |
| 21 februari 1932 Plaats: Arnhem Monnikenhuize Toeschouwers: 6.000 Aanvang: 14.00 Scheidsrechter: Buijgers | Jan Dommering 73' Jan Dommering 91' Piet Oosterbaan 88'                                                         |                |                                                                          | De Bont (79. ?); De Groot, Admiraal ; Egberts, Van der Bend, Van der Gronde; Wim de Bruijn, Doorneweert, Jan Heilhof, Pallandt, Jan Manni                     |  |
| PEC zonder Kuijer. Deze had zijn hoofd tegen een lamp gestoten bij het verlaten van de trein te Arnhem en kon dientengevolge niet meespelen. Egberts invaller en Van de Bend op positie Kuijer. | |                |                                                                          | |  |
| 18e speelronde | PEC | 5 – 3 (4 – 1)  | Heracles                                                                 | Opstelling PEC: |  |
| 28 februari 1932 Plaats: Zwolle Sportpark De Vrolijkheid Toeschouwers: ? Aanvang: 14.00 Scheidsrechter: ? | Huub Pallandt 2' Basse Doorneweert Wim de Bruijn Jan Manni Basse Doorneweert 46'                                |                | 1' Geert Entjes Cees Schlosser                                           | Zegeling; De Groot, Admiraal ; Egberts, Van der Bend, Van der Gronde; Wim de Bruijn, Doorneweert, Jan Heilhof, Pallandt, Jan Manni                            |  |

### KNVB beker
| 3e ronde                                              | PEC            | 1 – 0 (0 – 0) | VV Rood Geel |
| 20 maart 1932 Plaats: Zwolle Sportpark De Vrolijkheid | Jan Kuijer 85' |               |              |
| 4e ronde                                              | SC Neptunus    | 3 – 2 (? – ?) | P.E.C.       |
| 24 april 1932 Plaats: Rotterdam Stadion De Kuip       |                |               |              |

## Statistieken PEC 1931/1932

### Eindstand PEC in de Nederlandse Eerste Klasse Oost 1931 / 1932
| Stand | Gespeeld | Gewonnen | Gelijk | Verloren | Punten | Doelpunten voor | Doelpunten tegen |
| ----- | -------- | -------- | ------ | -------- | ------ | --------------- | ---------------- |
| 4e    | 18       | 9        | 2      | 7        | 20     | 34              | 40               |

### Punten per tegenstander
|       | Sportclub Enschede | Go Ahead | AGOVV | AVC Heracles | AVC Vitesse | Robur et Velocitas | WVV Wageningen | HVV Tubantia | Z.A.C. |
| ----- | ------------------ | -------- | ----- | ------------ | ----------- | ------------------ | -------------- | ------------ | ------ |
| Thuis | 2                  | 2        | 1     | 2            | 2           | 0                  | 2              | 2            | 0      |
| Uit   | 0                  | 2        | 0     | 0            | 0           | 2                  | 2              | 1            | 0      |

### Doelpunten per tegenstander
|       | Sportclub Enschede | Go Ahead | AGOVV | AVC Heracles | AVC Vitesse | Robur et Velocitas | WVV Wageningen | HVV Tubantia | Z.A.C. | Totaal |
| ----- | ------------------ | -------- | ----- | ------------ | ----------- | ------------------ | -------------- | ------------ | ------ | ------ |
| Thuis | 2                  | 4        | 0     | 5            | 3           | 1                  | 4              | 7            | 0      | 26     |
| Uit   | 0                  | 2        | 1     | 0            | 0           | 1                  | 3              | 0            | 1      | 8      |
|       |                    |          |       |              |             |                    |                |              |        | 34     |